# Campionat d'Itàlia de trial indoor
El Campionat d'Itàlia de trial indoor, regulat per la federació italiana de motociclisme, FMI (Federazione Motociclistica Italiana), és la màxima competició de trial indoor que es disputa a Itàlia.

## Llista de guanyadors
A 10 de desembre de 2024
| Temporada                | Campió            | Motocicleta |
| ------------------------ | ----------------- | ----------- |
| 2002                     | Josep Manzano     | Beta        |
| 2003                     | Fabio Lenzi       | Gas Gas     |
| 2004                     | Fabio Lenzi       | Gas Gas     |
| 2005                     | Fabio Lenzi       | Montesa     |
| 2006                     | Fabio Lenzi       | Montesa     |
| 2007                     | Fabio Lenzi       | Montesa     |
| 2008                     | Fabio Lenzi       | Montesa     |
| 2009                     | Fabio Lenzi       | Montesa     |
| 2010                     | Fabio Lenzi       | Montesa     |
| 2011                     | Matteo Grattarola | Gas Gas     |
| 2012                     | Matteo Grattarola | Gas Gas     |
| 2013                     | Matteo Grattarola | Gas Gas     |
| 2014                     | Matteo Grattarola | Gas Gas     |
| 2015                     | Matteo Grattarola | Gas Gas     |
| 2016                     | Matteo Grattarola | Gas Gas     |
| 2017                     | Matteo Grattarola | Gas Gas     |
| 2018                     | Matteo Grattarola | Honda       |
| 2019                     | Matteo Grattarola | Honda       |
| 2020 - 2021: No disputat |                   |             |
| 2022                     | Gianluca Tournour | Gas Gas     |
| 2023                     | Gianluca Tournour | Sherco      |
| 2024                     | Lorenzo Gandola   | Beta        |

## Estadístiques

### Campions amb més de 3 títols
A 10 de desembre de 2024
| Pilot             | Títols |
| ----------------- | ------ |
| Matteo Grattarola | 9      |
| Fabio Lenzi       | 8      |